# 瑞银集团
瑞銀集團（英語：UBS Group AG）是一家在瑞士成立的跨國投資銀行和金融服務公司。瑞銀集團的總部有兩處，分別位於瑞士的蘇黎世和巴塞爾；而作為全球最大的瑞士銀行機構，瑞銀集團在全球各大金融中心城市都設有办公机构。瑞銀集團以其对客户资料的嚴格保密政策和銀行保密文化而著稱。
隨著瑞士銀行業的興起，瑞銀集團的前身溫特圖爾銀行成立於1862年。而到了1890年，瑞士銀行公司发展成为一個私人銀行集團；在瑞士國際中立的政策环境下，瑞士銀行公司得到了長足的發展。1912年，溫特圖爾銀行與托根博格銀行合併成為瑞士聯合銀行，其得力于《瑞士聯邦銀行法》中規定的銀行保密條款而快速擴展。在經歷了數十年的競爭之後，瑞士銀行公司與瑞士聯合銀行在1998年合併成為“瑞銀集團”。 进入21世纪，瑞銀集團和瑞士信貸的相應崛起確定了兩者在瑞士私人客户市場活動的寡頭地位。瑞銀集團在2008年次貸金融危機中由於資產救助恢復項目的失败而遭受重大損失，其后又因為2011年流氓交易員醜聞而導致20億美元的交易損失。2012年，瑞銀集團針對該公司的財富管理業務進行重新定義，并限制了賣方業務。
除了私人銀行業務之外，瑞銀集團還為個人、企業及機構用戶提供資產管理、財富管理及投資銀行服務，并提供全球服務。瑞銀管理著全球最大的私人財富，占全球億萬富翁數量一半的富豪是其客戶。儘管瑞銀投資銀行削減了其賣方業務，但它依然被認為是“全球大型投資機構”之一，也被認為是主要的做市商。瑞銀在瑞士阿爾卑斯山脈附近及國際某些地方興建了大量地下金庫、掩體及倉儲設施用於保存其所控制的金條。由於其銀行保密政策，瑞銀集團一直是美國、法國、德國、以色列和比利時等國政府當局進行避稅調查的主要目標。根據2018年的金融保密指數顯示，瑞銀其主要業務所在國的瑞士和美國分別位居第一和第二。因其巨大的市場份額，瑞銀集團成為多國系統重要性金融機構和全能銀行。2016年底，瑞銀在倫敦成立了區塊鏈技術研究實驗室，以推進其網絡安全和客戶活動加密。
2020年1月底，瑞银官方发布2019年财报。2019年底，瑞银公布运营利润为288.89亿美元，同比下降4.3%。税前利润同比下滑7%至55.77亿美元。股东应占净利润同比下降5%至43.04亿美元。
瑞銀集團因其資本實力、保密政策和銀行自由裁量權等聲譽在銀行市場獲得了巨大的份額并擁有極高的品牌忠誠度。同樣的，它也因為其促進稅務不合規及離岸金融而飽受批評。

## 瑞银的Logo[15]
瑞银公司商标为左边三把星状排列的钥匙及右边的三个字母 UBS。此商标在1937年第一次使用便从此确定了下来：
- 三把钥匙曾经代表的是安全、信任和保密。如今则代表支柱、原则以及行为方式。
- 瑞银 UBS 是曾经瑞士联合银行 Union Bank of Switzerland（又称瑞士银行公司 SBG）的缩写。

## 瑞银的运营结构
瑞银的运营结构包含企业中心和四个业务部门：全球財富管理、个人&企业银行业务、資產管理以及投資銀行。
瑞银的财务报表由4个业务部门和企业中心提供分布报告组成。

### 全球财富管理（Global Wealth Management）
瑞银客户顾问会通过和高净值个人沟通了解其财务状况和需求，从而提供相对应的财富管理方案和资讯，如股票、债券、基金和货币市场工具及瑞银证券研究报告等，帮助客户做出财务决定。
2016年，瑞银台湾新增AI人工智能，针对账户内最低资产净值为25万美元的个人设计了一个瑞银智慧财富管理服务（UBS Advisory），实行会员制，只对个人固定账户收取0.2%作为信托保管年费。瑞银台湾作为此项服务在亚洲地区的试点，第一个利用IT系统将市场资讯和瑞银的观点即时发送给用户，提供投资参考。日后可能会进入中国大陆市场。

### 个人 & 企业银行业务（Personal & Corporate Banking）
此项服务针对瑞士本土的个人、企业和机构提供金融产品服务，目前并不对全球开放。该业务是瑞银在瑞士作为“全能银行”的核心要素。其通过推荐私人、公司机构以及增加客户财富，以便将其转到财富管理部门。个人和企业银行业务可影响瑞银集资及投资银行业务的交叉销售潜力，并管理瑞银瑞士基础设施和银行产品平台的重要部分。

### 资产管理（Asset Management）
瑞银针对私人客户、中介和机构的资产提供资产管理服务。资产管理人根据资产管理合同的约定内容对客户资产进行有偿经营运作。
资产管理是全球性业务，涉及23个国家。其为世界各地的机构、中介和财富管理客户提供涵盖主要的传统及替代资产类别的投资能力和投资方式。瑞银资产管理是在瑞士是最大的共同基金经理人，欧洲范围内领先的基金公司，也是世界上最大的对冲基金和房地产投资管理公司之一。

### 投资银行（Investment Bank)
投资银行作为中介人，积极参与资本市场流动，包括一系列证券的销售、交易和做市，为筹资者寻找直接融资机会，为投资者寻找投资机会，并提取佣金。瑞银银行为企业、机构及财富管理的客户提供专家建议、创新型解决方案，执行和全面进入国际资本市场的服务。其通过其业务部门、企业客户解决方案和投资客户服务为客户提供咨询服务、跨资产研究，还有股票、外汇、贵金属自己选定的利率和信贷市场資訊。

## 瑞银的资本结构
根據瑞士法律，瑞銀集團是一家股份制公司。其股票分別在瑞士證券交易所和紐約證券交易所上市。2014年11月，瑞銀集團以新控股公司的身份在瑞士證券交易所和紐約證券交易所重新掛牌并開始接受交易。2015年2月14日，更改申請生效，瑞銀集團旗下子公司瑞銀已從紐約證交所摘牌。
在2008年次贷危机期间，新加坡政府投资公司 (GIC) 向瑞银集团注资110亿瑞郎以挽救瑞银集团，从而其成为当时瑞银集团最大的单一股东。2017年，新加坡政府投资公司将其所持瑞银股权消减一半，并不再是其最大股东。
根据瑞士证券交易法瑞银在2017底的年报中公开持超过3%瑞银总股本的股东：贝莱德持股5.01%、挪威银行持股3.30%以及美富信投资管理持股3.05%。此外瑞银集团还会披露在其股东登记处所登记的持股比例在3%以上的股东。截至2017年底，持股3%以上的瑞银股东包括：大通代理有限公司（Chase Nominees Ltd）、美国托管信托公司（DTC (Cede & Co.)）和诺信代理有限公司（Nortrust Nominees Ltd），其分别持股比例为11.83%、7.23%和4.48%。
2018年第三季度，瑞银集团的股权分配如下表：
|                | 股东     | 股东   | 股份           | 股份   |
|                | 账户数   | 百分比 | 账户数         | 百分比 |
| -------------- | -------- | ------ | -------------- | ------ |
| 独立持股者     | 22萬3038 | 97.8%  | 4億3589萬5836  | 11.3%  |
| 法律实体       | 4812     | 2.1%   | 5億9524萬2491  | 15.4%  |
| 托管或代理账户 | 228      | 0.1%   | 11億6610萬8026 | 30.2%  |
| 总注册股份     | -        | -      | 21億9724萬6353 | 57%    |
| 未注册股份     | -        | -      | 16億5787萬4767 | 43%    |
| 合计           | 22萬8078 | 100.0% | 38億5512萬1120 | 100.0% |

2018年第三季度，瑞銀集團各地區股東比例及所佔股份如下表：
|                      | 股東數   | %    | 股份數         | %    |
| -------------------- | -------- | ---- | -------------- | ---- |
| 美洲地區             | 5606     | 2.5  | 4億4742萬7645  | 11.6 |
| 亞太地區             | 5472     | 2.4  | 1億220萬7197   | 2.7  |
| 歐洲、中東及非洲地區 | 12930    | 5.7  | 8億2128萬1389  | 21.3 |
| 瑞士                 | 20萬4070 | 89.5 | 8億2633萬122   | 21.4 |
| 合计                 | 22萬8078 | 100  | 38億5512萬1120 | 100  |

## 瑞银的公司结构
根据2017年瑞银年报，其在全球各大主要金融中心城市都設有辦事處，覆蓋全球51個國家。在瑞銀集團6.1万多僱員中，34%的僱員在美洲；34%在瑞士；18%在歐洲、中東及非洲；14%在亞太地區工作。
瑞银集团管理结构如下图所示：

### 股东
股东大会是瑞银的最高机构，会邀请所有拥有表决权的股东参加。

### 董事长&董事会
| 姓名                       | 职位及所属委员会                                                  |
| -------------------------- | ----------------------------------------------------------------- |
| 魏伯昂（）                 | 董事长                                                            |
| 戴莫瑞（）                 | 副董事长                                                          |
| 戴维·施德维尔（David Sidwell）          | 高级独立董事                                                      |
| 雷托·弗兰乔尼（Reto Francioni）          | 董事 / 薪酬委员会成员 / 企业文化与责任委员会成员 / 风险委员会成员 |
| 安·戈德贝希尔（Ann F. Godbehere）          | 董事 / 薪酬委员会主席 / 审计委员会成员                            |
| 白礼德（）                 | 董事 / 审计委员会主席 / 薪酬委员会成员 / 企业文化与责任委员会成员 |
| 茱莉·理查德森（Julie G. Richardson）          | 董事 / 风险委员会成员                                             |
| 伊莎贝尔·罗密（Isabelle Romy）          | 董事 / 审计委员会成员 / 管理与提名委员会成员                      |
| 罗伯特·斯卡利（Robert W. Scully）          | 董事 / 风险委员会成员                                             |
| 贝特里丝·韦德尔·迪莫洛（） | 董事 / 审计委员会成员 / 企业文化与责任委员会成员                  |
| 戴特尔·维莫（Dieter Wemmer）            | 集团公司秘书                                                      |
| 马库斯·鲍曼（Markus Baumann）            | 集团公司秘书                                                      |

（备注：以上資訊更新截至2018年6月19日。）
瑞银集团前董事长马塞尔·奥斯佩尔在2008年4月23日举行的股东大会上放棄申请连任，因此他的职位由该集团法律总顾问彼得·库勒尔接任。2009年4月15日，由卡斯帕·维利热接替彼得·库勒尔出任董事长。前德意志联邦银行行长魏伯昂于2011年年中被提名为2012年度董事会成员，当时他希望能于卡斯帕·维利热在2013年任职到期之后接任其董事长职务。但是，卡斯帕·维利热在2012年5月就宣布辞去瑞银集团董事长职务，同时辞职的还有瑞银集团董事布鲁诺·格里克（Bruno Gehrig）。

### 高管层
| 姓名                                 | 职位                                                 |
| ------------------------------------ | ---------------------------------------------------- |
| 安思杰（Sergio Ermotti）             | 集团首席执行官                                       |
| 马丁·布莱辛（Martin Blessing）       | 联席总裁分管全球财富管理事业群                       |
| 汤姆·拉纳蒂尔（Tom Naratil）         | 联席总裁分管全球财富管理事业群                       |
| 克里斯蒂安·布鲁姆（Christian Bluhm） | 集团首席风险官                                       |
| 马库斯·迪特黑尔姆（）                | 集团总法律顾问                                       |
| 柯特·加德纳（Kirt Gardner）                      | 集团首席财务官                                       |
| 萨宾·凯勒－巴斯（Sabine Keller-Busse）                  | 集团首席运营官                                       |
| 乌尔里奇·科纳（）                    | 总裁分管资产管理事业群；总裁分管欧洲、中东及非洲地区 |
| 阿克瑟尔·莱曼（Axel P. Lehmann）                    | 总裁分管个人与企业银行事业群；总裁分管瑞士地区       |
| 安德烈·奥赛尔（                      | 总裁分管投资银行事业群                               |
| 施许怡敏（Kathryn Shih）                         | 总裁分管亚太地区                                     |

（备注：以上資訊更新截至2018年6月19日。）
由于2011年瑞银流氓交易员丑闻爆发，时任瑞银集团首席执行官的奥斯瓦尔德·格吕贝尔宣布辞职；而很快在同年9月24日就由安思杰临时接任其职务。根据《华尔街日报》的报道，在整个瑞银集团首席执行官的继任过程中，真正的人选其实只有分管欧洲、中东及非洲地区业务的安思杰和分管投资银行事业的贾伟德两人。安思杰曾在美银美林集团工作多年，他在前来瑞银集团工作之前于当年四月份从裕信银行离职；而贾伟德则是德国人，并在2008年入职瑞银集团之前曾供职于高盛公司。据报道，贾伟德对于瑞银投资银行家们的薪酬水平及其他事宜颇有不赞同。
在奥斯瓦尔德·格吕贝尔之前，瑞银集团的首席执行官是马塞尔·罗内尔。他于2009年2月9日辞职，此后便由格吕贝尔继任。2009年4月1日，格吕贝尔聘任乌尔里奇·科纳为集团首席运营官兼企业中心首席执行官。科纳的主要任务就是削减管理费用并增加利润。在2016年5月举行的股东大会上，罗伯特·斯卡利（Robert W. Scully）与戴特尔·维莫（Dieter Wemmer）被选举为董事会新成员。同时在这届股东大会上，也任命了马丁·布莱辛取代卢卡斯·贾维尔（Lukas Gaehwiler）继任个人与企业银行事业群总裁；而贾维尔则将在2016年9月1日成为瑞银瑞士区董事长。

## 瑞银全球业务

### 瑞银欧洲
2016年底，瑞银集团在德国法兰克福成立了全资控股的瑞银欧洲股份公司（图一）。该子公司由瑞银集团原本在德国、意大利、卢森堡、奥地利、丹麦、瑞典、西班牙和荷兰的前子公司组成。瑞银欧洲通过其分支机构所组成的网络在欧洲市场运营其业务。据说这一举措可以帮助瑞银集团简化其公司内部管理结构，提高效率并降低运营成本。

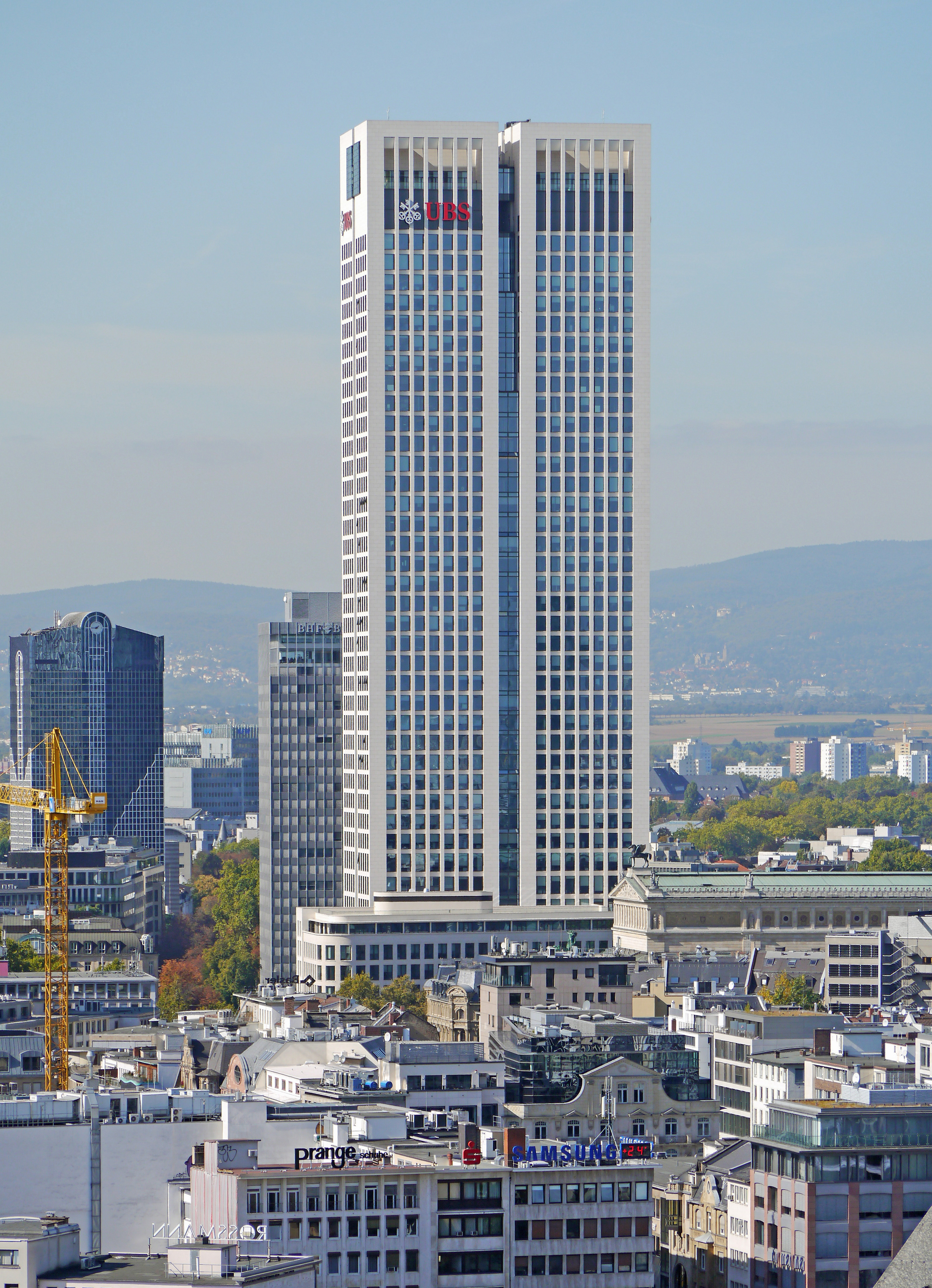
图一：位于德国法兰克福的瑞银欧洲股份公司的总部。

### 瑞银美洲
在美國，瑞銀集團的投資銀行業務總部位於紐約市（图二）；私人財富管理業務總部位於新澤西州威霍肯市；固定收益業務總部位於康涅狄格州斯坦福市。 

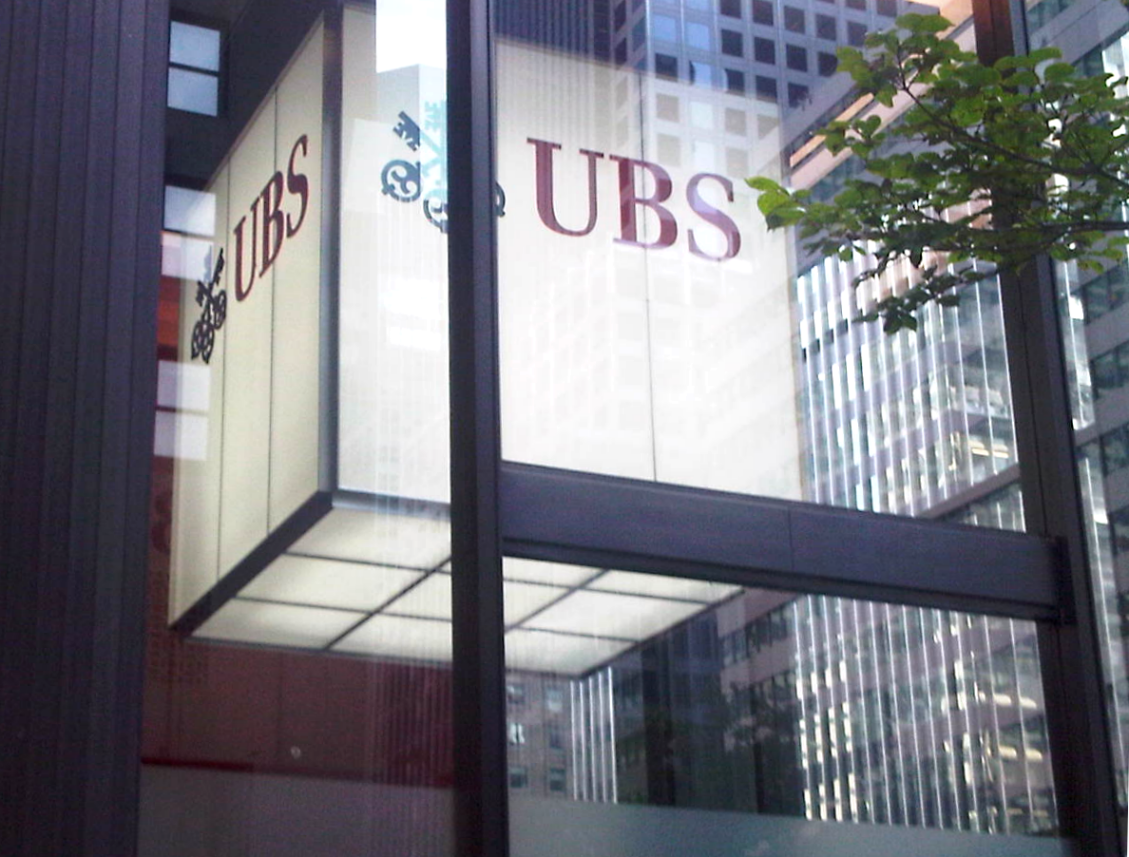
图二：位於紐約市公園大道299號的瑞銀投資銀行辦事處。

### 瑞银亚洲
在亞太地區，瑞銀集團的財富管理業務在北京、上海、廣州、香港、台北、新加坡、東京和名古屋等城市設有分支機構；而資產管理業務則在上海、香港、首爾、新加坡、悉尼和墨爾本等城市設有分支機構；投資銀行業務則在北京、香港、首爾、新加坡、吉隆坡、曼谷、馬尼拉、珀斯和奧克蘭等城市設有分支機構。

#### 中国大陆業務
2002年6月13日，国投瑞银基金管理有限公司（UBS SDIC Fund Management Co., Ltd）在上海虹口区注册成立，其前身为中融基金管理有限公司。股东国投泰康信托有限公司（国家开发投资集团有限公司控股子公司）和瑞银集团（UBS AG）分别持股 51%和 49%。公司经营包含基金募集、基金销售、资产管理及其他中国证监会许可的业务。
瑞士银行（中国）有限公司为瑞银子公司，其前身是2004年成立的瑞士银行有限公司北京分行。2012年3月，中国银监会发布《中国银监会关于由瑞士银行有限公司在中国境内分支机构改制的瑞士银行（中国）有限公司开业的批复》，批准瑞士银行（中国）有限公司，英文名为UBS (China) Limited 作为由瑞银单独出资的外商独资银行开业，北京市西城区金融大街7号英蓝国际金融中心1217－1230单元为注册营业地址；注册资本为20亿元人民币，近85%由瑞士银行有限公司拨付，其余部分由原瑞士银行有限公司在中国境内分行的营运资金划转；核准PETER ERIC WALSHE瑞士银行（中国）有限公司董事长的任职资格、金纪湘（SIMON JIXIANG JIN）瑞士银行（中国）有限公司行长的任职资格。允许其经营对各类客户的外汇业务及对除中国境内公民以外客户的人民币业务。 2012年7月，位于北京西城区的瑞士银行（中国）有限公司正式开业。
瑞银证券有限责任公司，简称瑞银证券，注册地址为北京西城区，源于重组后的北京证券有限责任公司。2006年12月，成为深交所会员，开始从事相关证券业务。2018年11月30日晚，证监会官方网站发布消息称，依法核准瑞银增持瑞银证券有限责任公司的股比由24.99%增加至51%，瑞银证券有限责任公司变更实际控制人，也是中国证监会核准的首个外资控股证券公司申请。
2014年8月，瑞银期货有限责任公司，简称瑞银期货，于上海正式成立，面向机构投资者提供期货经纪服务。其注册资本为1.2亿元人民币，股东瑞银证券控有95.42%的权益。
2014年7月，瑞士银行（中国）有限公司北京华贸支行，英文名为UBS (China) Limited Beijing Huamao Subbranch获得北京银监局批准，并于2014年10月在北京朝阳区开业。
2016年3月，瑞士银行（中国）有限公司上海分行设立，位于上海黄浦区。

#### 香港業務
瑞银在香港早在1964年就在香港设立代办处，直到目前不断扩大亚洲业务。目前对高净值个人、公司及机构提供的服务有财富管理、资产管理、投资银行及企业银行。
1998年6月26日，瑞银作为海外公司在香港登记。瑞银香港分行作为瑞银集团子公司是一家持牌银行，位于香港中环。该公司在香港开展有关企业融资、外汇、固定收益产品、其他银行业务及相关研究的业务。 
2011年1月14日，国投瑞银资产管理（香港）有限公司在香港注册成立，位于香港金钟夏愨道的和记大厦。公司持有香港证监会证券交易、就证券交易提供意见及资产管理的牌照，获批中国证监会人民币合格境外机构投资者资格（RQFII）和合格境外机构投资者资格（QFII），可为全球投资者提供跨境投资中国及资产管理服务。
2016年初，瑞银财富在香港九龙北京道设立办公司。

#### 台湾業務
瑞银在台湾的办事处位于台北国泰金融中心，开展的业务为财富管理、投资银行及资产管理。

#### 新加坡業務
瑞银在新加坡的业务为针对富裕人士提供财富管理服务。

## 瑞银历史[54]
1848年，瑞士建立起由22个独立州组织起来的联邦政府，棉纺公业和丝纺工业迅速崛起，紧随其后的是钟表业。当时大小约有170家银行及各种私人银行家存在，却缺少了有能力为类似于国家铁路建设这种国家产业化发展提供资金的大银行。为了跟上产业化进程和对有足够资金实力银行日益增强的需求，于19世纪后半期诞生了可以称得上是今日瑞银集团前身的两个主要源头：瑞士银行公司 (Schweizerische Bankgesellschaft SBG)、瑞士银行协会 (Schweizerischer Bankverein SBV) 。瑞士的银行业得益于瑞士在一战和二战中的中立态度，在当时相对平稳的政治和经济环境下成为资金流向的首选。
1998年6月，瑞银 UBS AG 成立于苏黎世，由创立于1912年的瑞士银行公司 (SBG) 和1897年的瑞士银行协会 (SBV) 合并而成。 瑞士银行公司 (SBG) 的英文名称为Union Bank of Switzerland，其缩写 UBS 得以采用，成为今天瑞银集团的主要标志。2000年，瑞银集团成功收购美国老牌投资银行潘恩韦伯公司 (PaineWebber)，也是今日瑞银非常重要组成部分。

### 瑞士银行公司（1862年－1998年）
1862年，以500万瑞郎启动股金注册成立的温特图尔银行 (Bank in Winterthur) (图片三) 当时实力比较大。这也是瑞銀發展历史中第一个里程碑。温特图尔银行所在的城市就叫温特图尔 (Winterthur)，这座城市此后经济和工业的发展离不开温特图尔银行强有力的资金支持。温特图尔，这个当时只有1万6千人的城市在19世纪下半期一跃成为瑞士北方的工业中心，在全瑞士铁路网建设发展过程中拥有举足轻重的位置。

1863年，位于瑞士东部圣加仑州的托跟贝格银行 (Toggenburger Bank) (图四) 以150万瑞郎启动股金创立。此银行当时主要致力于当地的地产抵押及储蓄业务，同时也对地区纺织业发展作出了自己的贡献。
1912年，温特图尔银行 (Bank in Winterthur) 和托跟堡银行 (Toggenburger Bank) 合并组成瑞士银行公司 (Schweizerische Bankgesellschaft SBG)。
1917年，瑞士银行公司 (SBG) 入驻位于苏黎世火车站大街45号，也是今天瑞银的总部。1919年成功吞并阿尔高信贷银行，于1928年兼并建于1893年的苏特尔银行，于1938年兼并建于1863年的伯尔尼商业银行。1945年，其总部从温特图尔和圣加仑迁至如今瑞士的经济中心——苏黎世，并接管了当时剧烈动荡的联邦银行。

### 瑞士银行协会（1872年－1998年）
正当温特图尔逐步发展成为瑞士苏黎世地区的工业化中心时，在瑞士于法国和德国交界处的城市——巴塞尔 (Basel) 逐步占据瑞士西北地区经济发展的领先地位。当时的巴塞尔是不可忽视的欧洲交通枢纽，凭借其得天独厚的地理位置和自身丝织业的发展成为当时重要的贸易出口城市。
1872年，六所在巴塞尔的私人银行成立了巴塞尔银行协会 (Basler Bankverein)。通过陆续的合并接收，巴塞尔银行协会终于在1897年发展成为瑞士银行协会 (SBV)，其也是第一个进入伦敦开设分行的瑞士银行。1901年，瑞士银行协会 (SBV) 开始定期发布对市场的分析调查。
1965年，瑞士银行协会开设香港办事处。1967年，瑞士银行协会合并了一所工商公司，从而成为当时最大的瑞士银行。1975年，瑞士银行协会在纽约成功开设了一个分行。1995年，瑞士银行协会以13.9亿美元的代价收购自1946年成立的英国伦敦最大的投资银行 S.G.Warburg Group的投资银行业务，形成今日的瑞银华宝公司。1997年，其收购了美国纽约成立自1832年的Dillon, Read & Co.。瑞士银行协会通过收购Dillon Read及S.G. Warburg为日后的瑞银集团建立起了全球投资银行业务。1997年7月30日瑞士银行协会更名为瑞士联合银行。

### 自1998年成立至今
改名后的瑞士银行协会即瑞士联合银行 (SBV) 与瑞士银行公司 (SBG) 在法律上于1998年4月27/28日完成合并，由此形成了今天的瑞银集团。合并后的首任主席却因投资长期资本管理公司出现的巨大亏损而在1998年10月辞去职务。1999年，瑞银集团接管了专门从事为私人和机构提供投资组合管理及投资基金业务的GAM公司。并在同年中止了与瑞士再保险长达10年的合作协议，出售有其参与的股份，由此退出保险业。
2000年，瑞银出售几家业务在瑞士本土的机构，收购了几家美国公司，逐步完善在美国业务上的布局，尤其是以120亿美元成功收购了美国当时第四大证劵经纪商普惠公司 (PaineWebber)。此公司成立于1880年，是一家老牌的投资银行，在美国的地位曾紧跟高盛、美林、摩根士丹利和 JP摩根，公认为美国證券市場的一级交易商。瑞银将其收购后改名为“瑞银普惠 (UBS PaineWebber)”。2001年底总资产1.18万亿瑞郎。2002年净利润35亿瑞郎，规模超过德意志银行成为欧洲资产最大的银行集团，在全球的投行总收入排名中名列第7位。2003年，瑞银资产规模在国际性金融机构中排名第三，仅次于美国花旗集团和日本瑞穗控股集团。自2003年6月9日起，瑞银集团旗下機構，包括瑞银普惠（UBS Paine Webber）和瑞银华宝（UBS Warburg），統一采用“瑞银”前缀的重新命名。2005年6月，旗下所有业务组织都重新冠上瑞銀（UBS）的名称：瑞银私人财富管理 (UBS Private Wealth Management)、瑞银投资银行 (UBS Investment Bank)、瑞银全球资产管理 (UBS Global Asset Management)，而其母公司则简称瑞銀集团 (UBS AG)。重新命名也使得瑞银集团因弃用普惠公司品牌而付出10亿美元的商誉损失。2005年，瑞银按照资产规模排名位居全球银行第一位。
2007年初，次貸危機爆发，瑞银成了华尔街之中第一个宣布有巨大损失的银行。根据瑞银向瑞士联邦银行委员会递交的次贷投资损失报告中称，瑞银次级债损失主要源自三个业务：对冲基金部门Dillon Read Capital Management、債務擔保證券（CDO）以及有资产抵押证券（ABS）业务。报告称，该银行高层管理者没有及时预见次贷问题的严重性，结果导致了该行投资次级债损失高达380亿美元 。瑞银于2007年5月关闭了对冲基金部门Dillon Read Capital Management。此投资部门在抵押贷款相关证券方面的损失占2007年瑞银资产减记的16%。此外，瑞银在4月1日宣布的190亿美元减记中，三分之二的亏损来自投资部门与抵押贷款债券相关的投资。
2008年，瑞银受全球金融危機的重创，对银行丧失信心的客户撤资达858亿瑞郎。全年瑞银亏损197亿瑞郎，消减约2000个工作岗位。瑞士政府在同年10月16日表示，将向陷入困境的瑞银集团注资60亿瑞郎（合53亿美元），以此获得该行9%的股权。与此同时，瑞士央行还宣布了将通过发放长期贷款的方式从瑞银资产负债中购买价值为600亿美元不良资产的计划。
自2009年起，瑞銀集團開始對瑞士本土零售銀行與商業銀行提供服務。
2009年4月20日，瑞银以約25億美元的價格，将旗下位於巴西的金融服務業務UBS Pactual出售给巴西一所投资银行BTG Investment。
2010年4月16日，瑞银从东京证劵交易所除牌，当时的上市编号为8657。2010年底，新加坡政府投资公司擁有6.4%的瑞銀股份，而且还曾以购买優先股的方式向瑞银注資110亿瑞郎，並成为当时瑞银的最大股东。
2011年9月14日，瑞银风险管理工作人员曝出由于瑞银伦敦分行的一位职员的违规交易致使集团遭受约20至23亿美元的巨额损失。
瑞银因对于客户资料的保密原则使其在很多国家眼中和避税、洗钱等词脱不开关系，并受到美国及欧盟各国的长期控诉。2014年，瑞银迫于美国等各界压力承诺协助防止外国公民海外避税，将自动向其他国家交出外国人瑞银账户的详细資訊。同年11月12日，英国、美国和瑞士金融监管机构就汇率操纵一案作出裁决，对花旗银行、汇丰银行、摩根大通银行、苏格兰皇家银行以及瑞银全球五大银行共处34亿美元罚款。2018年10月8日，瑞银在法国巴黎开庭受审，法国政府控诉其非法招揽客户及洗钱，瑞银一旦败诉将面临近百亿欧元罚款。
2023年3月19日，由瑞士財政部、瑞士金融監管局和瑞士國家銀行聯合發起由瑞银集團收购瑞信以解決瑞信造成的信心危機，收購後宣布裁员最高30%（人數達3.6万人）。同年4月2日，瑞士联邦检察官表示对瑞银收購瑞贷一事展开刑事调查。

### 瑞银并购历程
现今，瑞银集团是一家代表着数十家个体公司的集团，而其中许多公司的历史可以追溯到19世纪。多年来，这些公司逐渐合并成瑞银集团的三大主要前身公司：瑞士联合银行、瑞士银行公司和普惠投资公司。以下是瑞银集团在主要并购过程与历史前身的直观说明，但这并不是一个完整的列表。
|  | 温特图尔银行 （1862年成立） |
|  |                             |
|  | 托根博格银行 （1863年成立） |
|  |                             |

|  | 阿尔高州信贷机构 （1872年成立） |
|  |                                 |
|  | 巴登银行 （） （1863年成立）    |
|  |                                 |

|  | 施罗德兄弟公司 （1846年成立） |
|  |                               |
|  | 蒙奇梅尔公司 （1855年成立）   |
|  |                               |
|  | 弗雷德里克·汉格斯特公司       |
|  |                               |

|  | 温特图尔银行 （1862年成立） |
|  |                             |
|  | 托根博格银行 （1863年成立） |
|  |                             |

|  | 阿尔高州信贷机构 （1872年成立） |
|  |                                 |
|  | 巴登银行 （） （1863年成立）    |
|  |                                 |

|  | 施罗德兄弟公司 （1846年成立） |
|  |                               |
|  | 蒙奇梅尔公司 （1855年成立）   |
|  |                               |
|  | 弗雷德里克·汉格斯特公司       |
|  |                               |

| 巴塞尔与苏黎世银行 （1880年成立） | \| \| 巴塞尔银行 （1856年以“银行”名成立；1872年改名） \| \| \| \| \| \| 苏黎世银行 （1889年成立） \| \| \| \| |
|                                   | \| \| 巴塞尔银行 （1856年以“银行”名成立；1872年改名） \| \| \| \| \| \| 苏黎世银行 （1889年成立） \| \| \| \| |
|                                   | 巴塞尔存款银行 （） （1882年成立）                                                                                                |
|                                   | |
|                                   | 瑞士联合银行 （） （1889年成立）                                                                                                  |
|                                   | |
|                                   | 巴塞尔银行 （1856年以“银行”名成立；1872年改名）                                                                                   |
|                                   | |
|                                   | 苏黎世银行 （1889年成立） |
|                                   | |

|  | 巴塞尔银行 （1856年以“银行”名成立；1872年改名） |
|  |                                                 |
|  | 苏黎世银行 （1889年成立）                       |
|  |                                                 |

|  | 沃博格公司 （1946年成立；1995年被收购）     |
|  |                                             |
|  | 迪隆与瑞德公司 （1832年成立；1997年被收购） |
|  |                                             |

| 巴塞尔与苏黎世银行 （1880年成立） | \| \| 巴塞尔银行 （1856年以“银行”名成立；1872年改名） \| \| \| \| \| \| 苏黎世银行 （1889年成立） \| \| \| \| |
|                                   | \| \| 巴塞尔银行 （1856年以“银行”名成立；1872年改名） \| \| \| \| \| \| 苏黎世银行 （1889年成立） \| \| \| \| |
|                                   | 巴塞尔存款银行 （） （1882年成立）                                                                                                |
|                                   | |
|                                   | 瑞士联合银行 （） （1889年成立）                                                                                                  |
|                                   | |
|                                   | 巴塞尔银行 （1856年以“银行”名成立；1872年改名）                                                                                   |
|                                   | |
|                                   | 苏黎世银行 （1889年成立） |
|                                   | |

|  | 巴塞尔银行 （1856年以“银行”名成立；1872年改名） |
|  |                                                 |
|  | 苏黎世银行 （1889年成立）                       |
|  |                                                 |

|  | 沃博格公司 （1946年成立；1995年被收购）     |
|  |                                             |
|  | 迪隆与瑞德公司 （1832年成立；1997年被收购） |
|  |                                             |

|  | 普惠银行 （1880年成立）           |
|  |                                   |
|  | 杰克逊与柯蒂斯公司 （1879年成立） |
|  |                                   |

|                                              | 布莱斯公司 （1914年以“布莱斯与威特公司”名成立）                                                                                                  |
|                                              | |
| 伊斯特曼·迪隆联合证券公司 （1956年合并而成） | \| \| 联合证券公司 （1939年由赛里格曼公司分拆而成） \| \| \| \| \| \| 伊斯特曼·迪隆公司 （1912年成立） \| \| \| \| |
|                                              | \| \| 联合证券公司 （1939年由赛里格曼公司分拆而成） \| \| \| \| \| \| 伊斯特曼·迪隆公司 （1912年成立） \| \| \| \| |
|                                              | 联合证券公司 （1939年由赛里格曼公司分拆而成） |
|                                              | |
|                                              | 伊斯特曼·迪隆公司 （1912年成立） |
|                                              | |

|  | 联合证券公司 （1939年由赛里格曼公司分拆而成） |
|  |                                               |
|  | 伊斯特曼·迪隆公司 （1912年成立）              |
|  |                                               |

|  | 普惠银行 （1880年成立）           |
|  |                                   |
|  | 杰克逊与柯蒂斯公司 （1879年成立） |
|  |                                   |

|                                              | 布莱斯公司 （1914年以“布莱斯与威特公司”名成立）                                                                                                  |
|                                              | |
| 伊斯特曼·迪隆联合证券公司 （1956年合并而成） | \| \| 联合证券公司 （1939年由赛里格曼公司分拆而成） \| \| \| \| \| \| 伊斯特曼·迪隆公司 （1912年成立） \| \| \| \| |
|                                              | \| \| 联合证券公司 （1939年由赛里格曼公司分拆而成） \| \| \| \| \| \| 伊斯特曼·迪隆公司 （1912年成立） \| \| \| \| |
|                                              | 联合证券公司 （1939年由赛里格曼公司分拆而成） |
|                                              | |
|                                              | 伊斯特曼·迪隆公司 （1912年成立） |
|                                              | |

|  | 联合证券公司 （1939年由赛里格曼公司分拆而成） |
|  |                                               |
|  | 伊斯特曼·迪隆公司 （1912年成立）              |
|  |                                               |

|  | 温特图尔银行 （1862年成立） |
|  |                             |
|  | 托根博格银行 （1863年成立） |
|  |                             |

|  | 阿尔高州信贷机构 （1872年成立） |
|  |                                 |
|  | 巴登银行 （） （1863年成立）    |
|  |                                 |

|  | 施罗德兄弟公司 （1846年成立） |
|  |                               |
|  | 蒙奇梅尔公司 （1855年成立）   |
|  |                               |
|  | 弗雷德里克·汉格斯特公司       |
|  |                               |

|  | 温特图尔银行 （1862年成立） |
|  |                             |
|  | 托根博格银行 （1863年成立） |
|  |                             |

|  | 阿尔高州信贷机构 （1872年成立） |
|  |                                 |
|  | 巴登银行 （） （1863年成立）    |
|  |                                 |

|  | 施罗德兄弟公司 （1846年成立） |
|  |                               |
|  | 蒙奇梅尔公司 （1855年成立）   |
|  |                               |
|  | 弗雷德里克·汉格斯特公司       |
|  |                               |

| 巴塞尔与苏黎世银行 （1880年成立） | \| \| 巴塞尔银行 （1856年以“银行”名成立；1872年改名） \| \| \| \| \| \| 苏黎世银行 （1889年成立） \| \| \| \| |
|                                   | \| \| 巴塞尔银行 （1856年以“银行”名成立；1872年改名） \| \| \| \| \| \| 苏黎世银行 （1889年成立） \| \| \| \| |
|                                   | 巴塞尔存款银行 （） （1882年成立）                                                                                                |
|                                   | |
|                                   | 瑞士联合银行 （） （1889年成立）                                                                                                  |
|                                   | |
|                                   | 巴塞尔银行 （1856年以“银行”名成立；1872年改名）                                                                                   |
|                                   | |
|                                   | 苏黎世银行 （1889年成立） |
|                                   | |

|  | 巴塞尔银行 （1856年以“银行”名成立；1872年改名） |
|  |                                                 |
|  | 苏黎世银行 （1889年成立）                       |
|  |                                                 |

|  | 沃博格公司 （1946年成立；1995年被收购）     |
|  |                                             |
|  | 迪隆与瑞德公司 （1832年成立；1997年被收购） |
|  |                                             |

| 巴塞尔与苏黎世银行 （1880年成立） | \| \| 巴塞尔银行 （1856年以“银行”名成立；1872年改名） \| \| \| \| \| \| 苏黎世银行 （1889年成立） \| \| \| \| |
|                                   | \| \| 巴塞尔银行 （1856年以“银行”名成立；1872年改名） \| \| \| \| \| \| 苏黎世银行 （1889年成立） \| \| \| \| |
|                                   | 巴塞尔存款银行 （） （1882年成立）                                                                                                |
|                                   | |
|                                   | 瑞士联合银行 （） （1889年成立）                                                                                                  |
|                                   | |
|                                   | 巴塞尔银行 （1856年以“银行”名成立；1872年改名）                                                                                   |
|                                   | |
|                                   | 苏黎世银行 （1889年成立） |
|                                   | |

|  | 巴塞尔银行 （1856年以“银行”名成立；1872年改名） |
|  |                                                 |
|  | 苏黎世银行 （1889年成立）                       |
|  |                                                 |

|  | 沃博格公司 （1946年成立；1995年被收购）     |
|  |                                             |
|  | 迪隆与瑞德公司 （1832年成立；1997年被收购） |
|  |                                             |

|  | 普惠银行 （1880年成立）           |
|  |                                   |
|  | 杰克逊与柯蒂斯公司 （1879年成立） |
|  |                                   |

|                                              | 布莱斯公司 （1914年以“布莱斯与威特公司”名成立）                                                                                                  |
|                                              | |
| 伊斯特曼·迪隆联合证券公司 （1956年合并而成） | \| \| 联合证券公司 （1939年由赛里格曼公司分拆而成） \| \| \| \| \| \| 伊斯特曼·迪隆公司 （1912年成立） \| \| \| \| |
|                                              | \| \| 联合证券公司 （1939年由赛里格曼公司分拆而成） \| \| \| \| \| \| 伊斯特曼·迪隆公司 （1912年成立） \| \| \| \| |
|                                              | 联合证券公司 （1939年由赛里格曼公司分拆而成） |
|                                              | |
|                                              | 伊斯特曼·迪隆公司 （1912年成立） |
|                                              | |

|  | 联合证券公司 （1939年由赛里格曼公司分拆而成） |
|  |                                               |
|  | 伊斯特曼·迪隆公司 （1912年成立）              |
|  |                                               |

|  | 普惠银行 （1880年成立）           |
|  |                                   |
|  | 杰克逊与柯蒂斯公司 （1879年成立） |
|  |                                   |

|                                              | 布莱斯公司 （1914年以“布莱斯与威特公司”名成立）                                                                                                  |
|                                              | |
| 伊斯特曼·迪隆联合证券公司 （1956年合并而成） | \| \| 联合证券公司 （1939年由赛里格曼公司分拆而成） \| \| \| \| \| \| 伊斯特曼·迪隆公司 （1912年成立） \| \| \| \| |
|                                              | \| \| 联合证券公司 （1939年由赛里格曼公司分拆而成） \| \| \| \| \| \| 伊斯特曼·迪隆公司 （1912年成立） \| \| \| \| |
|                                              | 联合证券公司 （1939年由赛里格曼公司分拆而成） |
|                                              | |
|                                              | 伊斯特曼·迪隆公司 （1912年成立） |
|                                              | |

|  | 联合证券公司 （1939年由赛里格曼公司分拆而成） |
|  |                                               |
|  | 伊斯特曼·迪隆公司 （1912年成立）              |
|  |                                               |

## 瑞银竞争对手

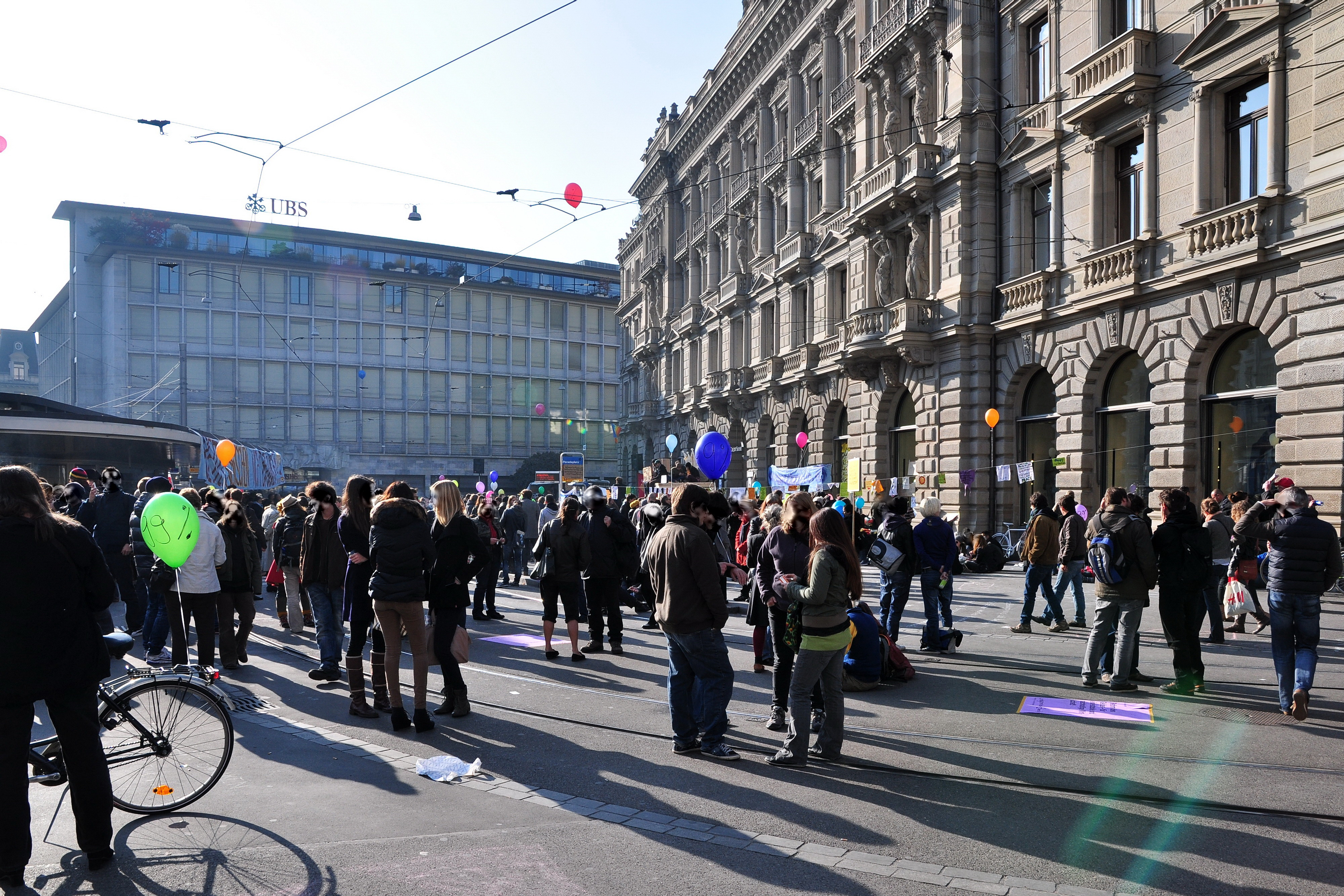
图五：苏黎世街头，瑞银集团与瑞士信贷的分支机构比邻而居。

在全球范围内，瑞银集团与大型全球银行进行竞争，曾定期与同为瑞士银行业巨头的瑞士信贷进行比较（图五），直至2023年3月瑞银併購瑞士信贷。根据联盟研究所（Coalition Research Institute）发布的2018年报告显示，瑞银集团依旧是全球十大投资银行之一。
在瑞士，瑞银集团的主要竞争对手是一些州银行。例如：苏黎世州银行、沃州银行以及奥地利奥合国际银行、瑞士邮政金融和米格罗银行。
在欧洲国家中，瑞银集团的主要竞争对手是一些大型银行。例如：德意志银行、汇丰银行、法国东方汇理银行、法国巴黎银行、法国外贸银行、苏格兰皇家银行、桑坦德银行和裕信银行。
在美国，瑞银集团的主要竞争对手是美国的银行巨头。例如：花旗集团、美国银行、高盛、摩根大通和摩根斯坦利。

## 社会责任
2010年1月，瑞银集团公布了新的有关行为操守与职业道德的准则，并鼓励所有员工签署这一准则。该准则涉及金融犯罪、竞争和保密，以及人权和环境保护等方面的问题。这份长达8页的准则还规定了对违反该准则员工的潜在惩罚，这包括警告、降级和解雇。根据瑞银集团前董事长卡斯帕·维利热和前首席执行官奥斯瓦尔德·格吕贝尔的说法，这份准则是“改变瑞银经营方式中不可或缺的一部分”。
2001年，瑞银集团扩展了其全球合规数据库，其中就包括由RepRisk所提供的有关环境和社会问题的資訊。RepRisk公司是一家致力于“环境、社会与企业管理”领域风险分析和指标制作的全球研究机构。瑞银集团的这次举措的目的在于减轻公司在银行声誉及财务业绩在环境和社会方面的风险，同时帮助公司实现全球标准化和系统地实施公司的尽职调查流程。RepRisk数据可用于用户引导流程，以筛选潜在的新客户和采购合作伙伴，以及定期的客户审查，和评估与投资银行或机构贷款交易时的相关风险。
2020年2月3日，瑞银集团在华企业宣布为中国前线人员抗击新型冠状病毒肺炎疫情捐款100万美元。

### 赞助项目
根据瑞银官网的资料，其会在开展业务的当地长期资助本土的一些体育及文娱项目。瑞银也通过赞助行为打开对当地生活的参与以及增加在媒体中的曝光度。瑞银遍布全球，所以其作为赞助商的身影不仅在瑞士，也遍布欧洲、美洲及亚洲。
瑞银主要瞄准的是各类运动赛事及文娱活动。瑞银集团赞助的文化娱乐项目主要是当代艺术以及表演艺术，包括电影节、音乐节等。
2010年，瑞银成为一级方程式赛车 (F1) 的全球合作伙伴。并从2011年起，直接对梅赛德斯AMG车队投入大量资金。同是2011年，瑞银牵手上海的F1中国大奖赛，却在坚持了四年后因其市场惨淡放弃。
在当代艺术里，瑞银是巴塞尔艺术展 （页面存档备份，存于）的主要赞助商，也是著名肖像摄影家安妮·莱柏维兹2017年以来“WOMEN: New Portraits”全球巡展的重要合作伙伴。

## 正面评价

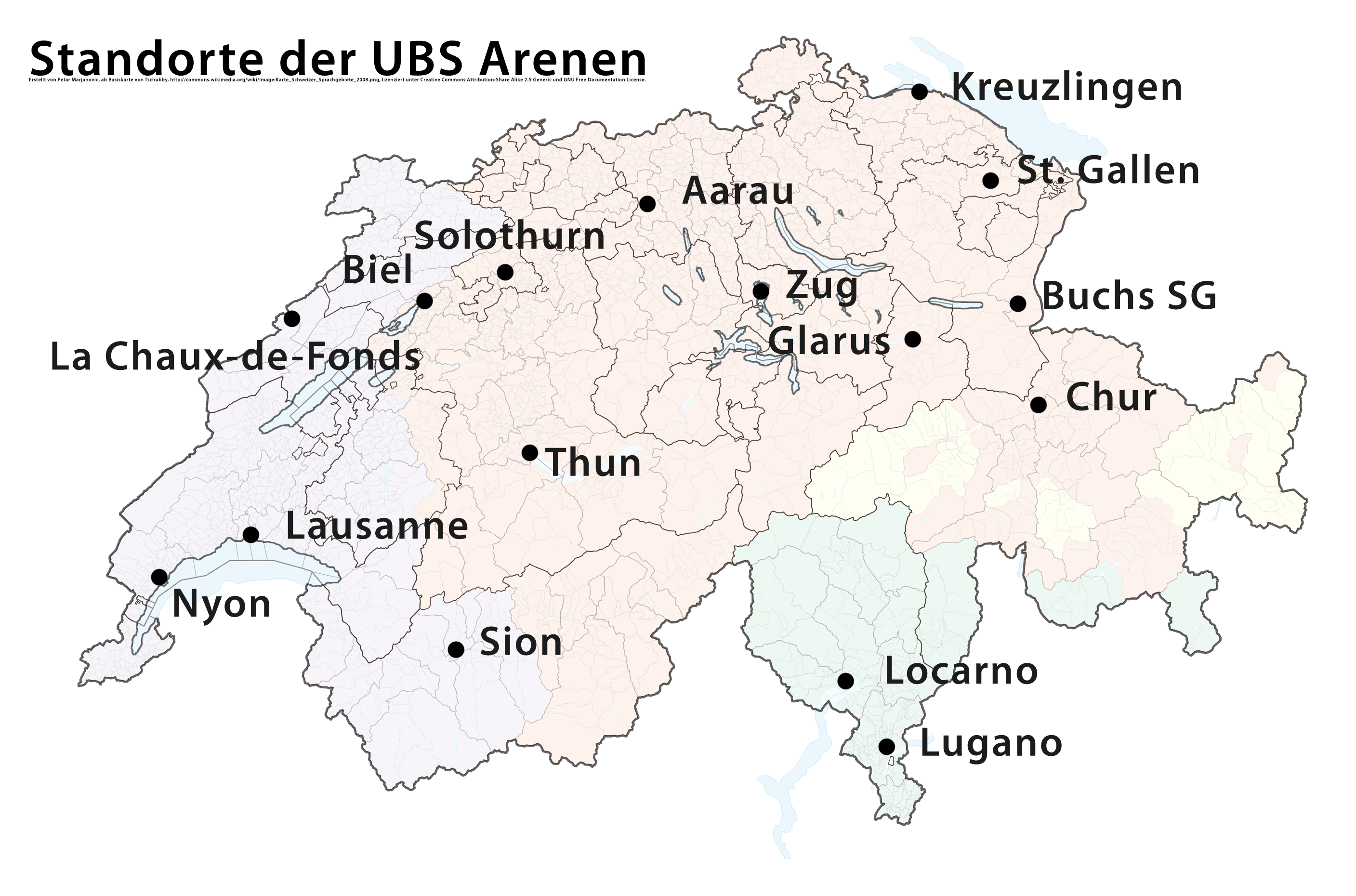
覆盖瑞士全境的瑞银集团业务。

2005年，瑞银集团连续四年被《职业母亲》杂志评选为“美国百大最适合职业母亲任职公司”之一。瑞银同时也是“石墙多样性冠军”项目的成员，其公司内部拥有许多活跃的同性恋、少数族裔及妇女团体。瑞银集团还入选《商业周刊》“2008年度最适合职业发展的工作场所”，并在119家上榜公司中排名第96名。2010年2月2日，瑞银集团连续八年荣登《机构投资者》的欧洲年度最受尊敬的投资分析家。在股票市场最波澜诡谲的一年里，投资经理们表示，没有哪家投资机构能像瑞银这样为他们指明欧洲哪些部门、国家和行业具有潜力。2010年5月4日，瑞银集团连续第十年被评选为泛欧洲地区股票及股票相关领域研究领先的经纪机构。根据汤森路透的调查显示，瑞银集团还在如下三个领域保持领先：研究（连续第十年）、销售（连续第九年）和股权交易与执行（连续第二年）。瑞银集团还被评选为泛欧地区经济与战略研究领先的经纪公司。

## 争议事件
2012年4月，瑞银集团高调宣布向瑞士苏黎世大学赞助1亿瑞郎，以资助5个教授职位，并支持开办“瑞银集团社会经济学国际中心”。后在学生和社会的质疑和高度关注下不了了之。
2019年6月12日，在标题为《Very Normal Inflation（非常正常的通胀）》的报告中瑞银全球首席经济学家保罗·多诺万 (Paul Donovan) 在讨论中国CPI上升时表示主要是因为近期发生的猪瘟，报告提及中国时涉嫌使用侮辱性文字：“如果你是一头中国猪 （Chinese Pig），就有关系了。如果你喜欢在中国吃猪肉就有关系了”。随后瑞银及多诺万就此事致歉，多诺万也被暂停一切工作，接受调查。然而事件并未了结，香港中资证券业协会称，瑞银方面的道歉“毫无诚意且缺乏悔意”，要求瑞银集团管理层公开道歉，并开除保罗·多诺万。而海通国际则断绝所有与瑞银的业务联系。瑞银称将会基于此次事件对报告内容的审核指引做进一步细化评估及完善。获悉，多诺万已于10月初复职。
2019年10月18日，瑞银表示愿支付高达千万欧元和解协议的罚款，以了结意大利当局的一项反洗钱调查，瑞银被其指控帮助跨境税务欺诈分子隐瞒他们在瑞士的资产。根据意大利法律，此和解协议并非认罪，而是瑞银在7月份与意大利检方达成协议后向法庭提出。此前，瑞银以支付1.01亿欧元以了结意大利税务当局的另一起调查。

### 脚注
1. 1 2  中文译名参见中国国家外汇管理局报道《潘功胜局长会见瑞银集团全球董事会主席魏伯昂》
2. 1 2  中文译名参见瑞银集团官方简体中文网站报道《第十八届瑞银大中华研讨会将迎来逾2, 200位与会代表》。
3. ↑  瑞銀集團的英文名源自其前身之一的“瑞士联合银行”首字母縮寫。[2]儘管“瑞士聯合銀行”已於1998年被併購，但其名稱縮寫依舊被用作併購后機構的法律和商業名稱。[3]在1998年的併購過程中，時任瑞銀董事長馬塞爾·奧斯佩爾打算繼續用“瑞士聯合銀行”這個名稱稱呼新公司，但在收購美國券商普惠投資公司的時候則改用了“瑞銀”。[4]至1998年11月，新公司用名被確認為“瑞銀”或“瑞銀集團”；而其相關衍生公司則通常被命名為“瑞銀投資銀行”、“瑞銀金融服務”和“瑞銀資產管理”等。[5]對應的中文名源自其官方中文網站。
4. ↑  瑞銀集團在其財富管理、投資銀行、資產管理和私人銀行業務方面執行全球客戶保密標準。在瑞士，瑞銀的業務受到《瑞士聯邦銀行法》的監督，該法案禁止銀行依據某些條款或條件向第三方披露客戶資料。[6]而在瑞士境外，瑞銀集團遵循所在國對銀行保密和客戶隱私的相關法規。而在其第三大市場的美國，瑞銀集團遵守美國金融業監管局的保密條款。即除了某些條款或條件下，禁止未經授權的分發客戶資料。[7]無論各國法律法規有何不同，瑞銀集團都規定了其對其所有業務的保密政策均有自由裁量權。[8][9]瑞銀集團在全球的合規政策確保了：[10][11]
  1. 未經同意或可接受的刑事投訴，絕不承認任何賬戶及賬戶活動；
  2. 通過“客戶關係協議”來維護銀行自由裁量權（例如“銀行與客戶保密協議”等）；
  3. 限制有關客戶賬戶活動的披露和保留，所有資料會在一個統計年度之後被存於異地或網絡加密保存，以確保安全；
  4. 為所有賬戶的全部或部分存款提供保險；
  5. 為精選客戶或預批准客戶提供銀行金庫的使用，以及休眠賬戶或數字銀行賬戶。
5. ↑  瑞銀集團商標上所使用的“三把鑰匙”標誌源自瑞士銀行公司并沿用至今，“三把鑰匙”從左至右代表了“保密”、“安全”和“周全”。[12]
6. ↑  中文译名参见金融时报中文网报道《“先正达将帮助推动中国农业现代化”》
7. ↑  中文译名参见新浪网报道《德勤全球首席执行官白礼德：中国很重要》
8. ↑  中文译名参见中国金融期货交易所的官方新闻报道《中欧国际交易所今日开业 首批人民币产品登场》。

### 出典
1. ↑  . Investor Relations.   [2022-08-22]. （原始内容存档于2022-09-22） （英语）.
2. ↑  . Bloomberg.   [2018-06-16]. （原始内容存档于2018-06-19） （英语）.
3. ↑  . www.ubs.com.   [2018-06-16]. （原始内容存档于2019-06-04） （英语）. The name 'UBS' came from one of our predecessor firms - the Union Bank of Switzerland. However, just like other prominent brands which used to be an abbreviation of a company name, UBS is no longer considered an acronym.
4. ↑  O'Donnell, John. . Reuters. 2008-04-28  [2018-08-08]. （原始内容存档于2021-01-03） （美国英语）. The three-times married banker was the architect of what was originally meant to be called United Bank of Switzerland — the fusion of Swiss Bank Corporation and Union Bank of Switzerland in 1998. He later masterminded the acquisition of U.S.-based PaineWebber.
5. ↑  . www.ubs.com.   [2018-08-08]. （原始内容存档于2018-08-08） （英语）.
6. ↑  Neghaiwi, Brenna Hughes. . Reuters. 2017-10-31  [2018-06-16]. （原始内容存档于2021-01-03） （美国英语）.
7. ↑  . www.finra.org.   [2018-06-22]. （原始内容存档于2019-07-28） （英语）.
8. ↑  Obringer, Lee Ann. . HowStuffWorks. 2007-11-06  [2018-04-05]. （原始内容存档于2021-03-03） （英语）.
9. ↑  Moscovici, Pierre. . europa.eu. European Commission. 2015-05-27  [2018-04-05]. （原始内容存档于2015-09-07） （英语）.
10. ↑  Pickert, Kate. . Time. 2009-02-26  [2018-04-03]. ISSN 0040-781X. （原始内容存档于2021-02-24） （美国英语）.
11. ↑  Phung, Albert. . Investopedia. 2018-03-31  [2018-04-05]. （原始内容存档于2021-01-20） （美国英语）.
12. ↑  Odekon, Mehmet. . Routledge. 2015: 850. ISBN 9781317475767 （英语）. ...A logo of three keys, standing for confidence, security, and discretion, was taken over from Swiss Bank Corporation...
13. ↑  . 东方财富网. 2020-01-21  [2020-01-29]. （原始内容存档于2021-01-03） （中文）.
14. ↑  . 智通财经. 2020-01-21  [2020-01-29]. （原始内容存档于2021-01-03） （中文）.
15. ↑  . 一品威客.   [2018-03-31]. （原始内容存档于2021-01-03）.
16. 1 2 3  . 瑞银集团.   [2020-01-27]. （原始内容存档于2021-03-09） （英语）.
17. ↑  . 国际财经. 2016-04-19  [2018-12-27]. （原始内容存档于2021-01-03）.
18. ↑  . 自由时报. 2018-06-13  [2018-12-27]. （原始内容存档于2021-01-03）.
19. ↑  . 工商时报. 2017-04-20  [2018-12-27]. （原始内容存档于2021-01-03）.
20. ↑  . UBS. ubs.com. 2015-02-14  [2018-02-04]. （原始内容存档于2018-08-01）.
21. ↑  . 凤凰财经. 2009-08-22  [2018-12-30]. （原始内容存档于2020-04-01）.
22. ↑  . 星洲财经. 2017-05-16  [2018-12-30]. （原始内容存档于2019-06-07）.
23. ↑  . ubs.com.   [2017-12-29]. （原始内容存档于2015-07-09）.
24. 1 2  . ubs.com.   [2018-01-24]. （原始内容存档于2019-06-06）.
25. ↑  . 瑞银.   [2018-12-31]. （原始内容存档于2019-03-23）.
26. ↑  . 瑞银. 2017-01-27  [2018-12-29]. （原始内容存档于2019-06-04）.
27. 1 2  . www.ubs.com.   [2018-06-19]. （原始内容存档于2016-08-28）.
28. ↑  Logutenkova, Elena. . Bloomberg L.P. 2011-07-01  [2015-03-21]. （原始内容存档于2016-07-19）.
29. ↑  . UBS. 2011-07-01  [2015-03-21]. （原始内容存档于2015-04-03）.
30. ↑   (新闻稿). UBS. 2014-05-07  [2015-03-21]. （原始内容存档于2015-04-04）.
31. ↑  Sue, Chang. . Marketwatch. Marketwatch.   [2015-03-21]. （原始内容存档于2021-02-25）.
32. ↑  .   [2015-03-21]. （原始内容存档于2009-03-04）.
33. ↑  . The New York Times. 2009-04-01  [2018-06-27]. （原始内容存档于2021-03-12）.
34. ↑  . ubs.com.   [2016-05-10]. （原始内容存档于2018-09-04）.
35. ↑  . Reuters. 2016-12-01  [2018-02-04]. （原始内容存档于2017-04-01）.
36. ↑  . UBS.   [2018-08-31]. （原始内容存档于2021-04-20）.
37. ↑  . 新浪财经.   [2019-01-30]. （原始内容存档于2021-01-03）.
38. ↑  . 金融界. 2019-01-28  [2019-01-30]. （原始内容存档于2021-01-03）.
39. ↑  . 中国外资银行部. 2012-03-16  [2018-10-31]. （原始内容存档于2018-10-31）.
40. 1 2  . 瑞银.   [2018-10-31]. （原始内容存档于2020-04-01）.
41. ↑  . 瑞银.   [2018-10-31]. （原始内容存档于2020-09-01）.
42. ↑  . 新浪财经. 2007-02-06  [2018-10-31]. （原始内容存档于2020-04-01）.
43. ↑  . 证监会.   [2018-11-30]. （原始内容存档于2021-01-03）.
44. ↑  . 第一财经.   [2018-12-01]. （原始内容存档于2021-01-03）.
45. ↑  . 瑞银.   [2018-10-31]. （原始内容存档于2021-01-25）.
46. ↑  . 中国证券网. 2014-08-05  [2018-10-31]. （原始内容存档于2021-01-03）.
47. ↑  . 北京监管局. 2014-07-29  [2018-10-31]. （原始内容存档于2018-10-31）.
48. ↑  . 搜狐. 2016-03-17  [2018-10-31]. （原始内容存档于2021-01-03）.
49. ↑  . 21世纪经济报道. 2018-05-07  [2019-01-30]. （原始内容存档于2021-01-03）.
50. ↑  . 金融管理局认可机构及本地代表办事处记录册.   [2019-01-30]. （原始内容存档于2021-01-03）.
51. ↑  . Bloomberg.   [2019-01-30]. （原始内容存档于2019-06-09）.
52. ↑  . 国投瑞银.   [2019-01-30]. （原始内容存档于2019-01-31）.
53. ↑  . 明报. 2016-04-28  [2019-01-30]. （原始内容存档于2021-01-26）.
54. ↑  Christian Leitz. . 新苏黎世报 NZZ. 2012-06-23  [2018-03-31]. （原始内容存档于2020-04-01）.
55. 1 2 3 4 5  . 瑞银收购历史. 美股之家.   [2018-03-31]. （原始内容存档于2021-01-24）.
56. ↑  Gallarotti, Ermes. . 2011.
57. ↑  Dunne, Helen. . Telegraph Media Group Limited. telegraph.co.uk. 2002-11-13  [2018-02-04]. （原始内容存档于2018-05-04）.
58. 1 2  卢铮. . 中国证券报-中证网. 2008-04-22  [2018-03-31]. （原始内容存档于2020-04-01）.
59. ↑  . 瑞士资讯（swissinfo.ch）及通讯社. 2009-02-11  [2018-10-08]. （原始内容存档于2021-01-21）.
60. ↑  . 和讯网.   [2018-03-31]. （原始内容存档于2018-04-02）.
61. ↑  . UBS. ubs.com.   [2018-02-04]. （原始内容存档于2021-01-03）.
62. ↑  杨旭东. . SWISSINFO.   [2018-03-31]. （原始内容存档于2019-06-09）.
63. ↑  . 瑞士德语广播电视SRF. 2018-10-08  [2018-10-08]. （原始内容存档于2021-01-03）.
64. ↑  Murphy, Mike. . 华尔街日报中文网. 2023-04-02  [2023-04-03]. （原始内容存档于2023-04-08） （中文）.
65. ↑  . RFI - 法国国际广播电台. 2023-04-03  [2023-04-03]. （原始内容存档于2023-06-05） （中文）.
66. ↑  .   [2015-03-21]. （原始内容 (PDF)存档于2015-05-11）.
67. ↑  . FINMA. finma.ch. 2014-05-07  [2018-02-04]. （原始内容存档于2017-08-02）.
68. ↑  . finews.com.   [2018-02-04]. （原始内容存档于2021-02-24）.
69. ↑  . swissinfo. 2010-01-12  [2016-03-16]. （原始内容存档于2021-02-27）.
70. ↑  Bart, Katharina. . The Wall Street Journal. 2010-01-12  [2015-03-29]. （原始内容存档于2016-05-03）.
71. ↑  . Finews.ch. 2012-02-08  [2016-03-16]. （原始内容存档于2021-01-03）.
72. ↑  . GISR.Global Initiative for Sustainability Ratings.   [2016-03-16]. （原始内容存档于2016-03-22）.
73. ↑  Jacquemart, Charlotte. . Neue Zürcher Zeitung. 2010-06-13  [2016-03-16]. （原始内容存档于2016-10-27）.
74. ↑  Rizzi, Elisabeth. . 20min.ch.   [2016-03-16].
75. ↑  Adams, John. . American Banker. 2012-02-03  [2015-03-29]. （原始内容存档于2020-04-01）.
76. ↑  . 上海证券报. 2020-02-03  [2020-02-05]. （原始内容存档于2021-01-03） （中文）.
77. ↑  . 瑞银集团.   [2019-01-01]. （原始内容存档于2019-10-21）.
78. ↑  . JWGP. 2016-06-24  [2019-01-01]. （原始内容存档于2021-01-03）.
79. ↑  . 新浪体育. 2014-01-27  [2019-01-01]. （原始内容存档于2020-04-01）.
80. ↑  . 搜狐汽车. 2017-04-05  [2019-01-01]. （原始内容存档于2021-01-03）.
81. ↑  . L.A.艺术沙龙（L.A. Stammtisch). 2014-03-18  [2019-01-01]. （原始内容存档于2021-04-18）.
82. ↑  . CAMPAIGN 中国. 2014-05-15  [2019-01-01]. （原始内容存档于2021-05-07）.
83. ↑  Nel-Olivia Waga. . Forbes. 2017-04-21  [2019-01-01]. （原始内容存档于2021-01-03）.
84. ↑  . 2006-09-25  [2015-03-29]. （原始内容存档于2021-02-24）.
85. 1 2  . Stonewall. 2015-08-10  [2017-12-29]. （原始内容存档于2017-12-20）.
86. ↑  . Institutional Investor. 2010-02-02  [2015-03-29]. （原始内容存档于2016-01-30）.
87. ↑  . hereisthecity.com. 2010-06-16  [2015-03-29]. （原始内容存档于2012-07-13）.
88. ↑  . Swissinfo. 2014-01-09  [2020-02-05]. （原始内容存档于2020-02-05） （中文）.
89. ↑  . 德国之声. 2019-06-15  [2019-06-15]. （原始内容存档于2021-01-03）.
90. ↑  . 澎湃新闻 - 搜狐. 2019-10-07  [2019-10-20]. （原始内容存档于2021-01-03） （中文）.
91. ↑  . 多维新闻. 2019-10-03  [2019-10-20]. （原始内容存档于2019-12-04） （中文）.
92. ↑  . 新浪财经. 2019-10-18  [2019-10-20]. （原始内容存档于2020-04-01） （中文）.

## 延伸阅读
- Dirk Schütz. . Pyramid Media Group. 2000  [2018-08-30]. ISBN 9780944188200.
- Brook Community Primary School; Guy Fox History Project Ltd. . Guy Fox Publishing. 2009  [2018-08-30]. ISBN 9781904711117.
- Martin Suter. . Diogenes. 2015  [2018-08-30]. ISBN 9783257803624.